# Deon Thomas
Pour les articles homonymes, voir Thomas (nom de famille).
Deon Thomas, né le 24 février 1971, à Chicago, dans l'Illinois, est un joueur et entraîneur américain de basket-ball. Il évolue durant sa carrière au poste d'ailier fort.

## Palmarès
- Vainqueur de l'Euroligue 2004 et 2005